# USS Camp (DE-251)
El USS Camp (DE-251) fue un destructor de escolta de la clase Edsall que sirvió en la Armada de los Estados Unidos de 1943 a 1946; en la marina de guerra de Vietnam del Sur de 1971 a 1975; y en la marina de guerra de Filipinas de 1976 a 1988.

## Construcción e historia de servicio

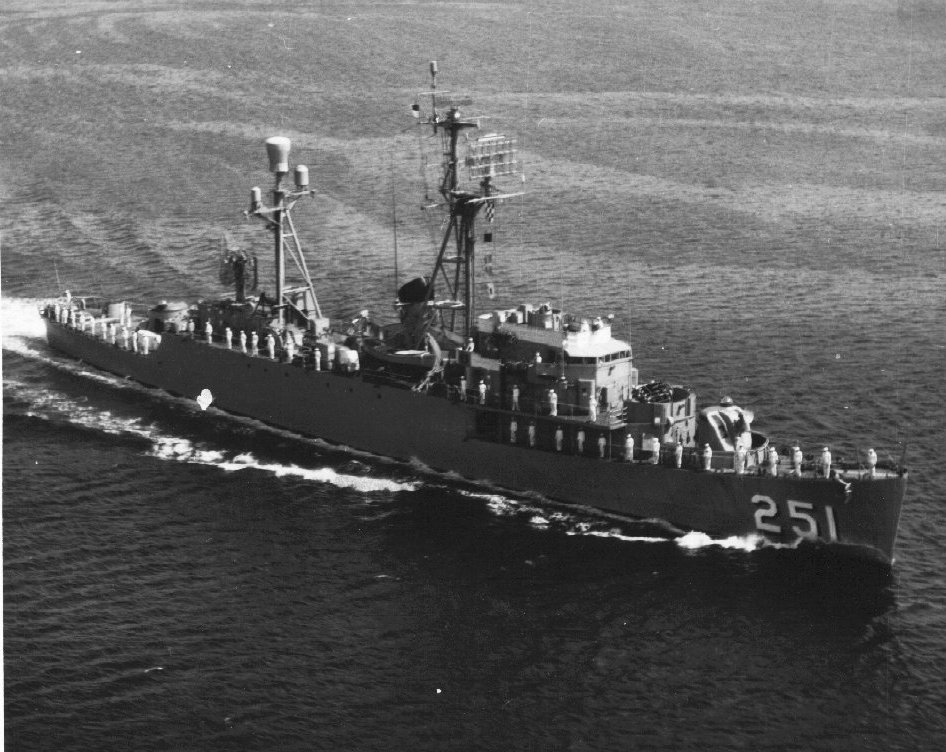
El destructor de piquetes de radar de la Armada de los EE. UU. el USS Camp (DER-251), en el mar, alrededor de la década de 1960.

Fue construido por Brown Shipbuilding Company de Houston (Texas) en 1943. En 1962 participó de la «operación cuarentena» durante la crisis de los misiles en Cuba; y a partir de 1963 estuvo asignado en el Sudeste Asiático debido a la guerra de Vietnam. En 1971 EE. UU. lo transfirió a la marina de guerra de Vietnam del Sur y el nombre de la nave cambió a Tran Hung Dao. El destructor Tran Hung Dao huyó a Filipinas en 1975 con la Caída de Saigón cayendo en las manos del ejército filipino. Volvió al servicio bajo la bandera filipina como Rajah Lakandula hasta su retiro en 1988.